# Ladparasitspik
Ladparasitspik (Sphinctrina anglica) är en lavart som beskrevs av Nyl. Ladparasitspik ingår i släktet Sphinctrina och familjen Sphinctrinaceae.  Arten är reproducerande i Sverige. Inga underarter finns listade i Catalogue of Life.